# Lipolisi
La lipolisi (o catabolismo lipidico) è un processo metabolico che prevede la scissione dei trigliceridi permettendo la liberazione di acidi grassi liberi (FFA) e glicerolo (o glicerina).
La lipolisi è mediata da un gruppo di enzimi chiamati lipasi ed è indotta da numerosi ormoni, principalmente glucagone, somatotropina (o GH), cortisolo, adrenalina (o epinefrina), noradrenalina (o norepinefrina), e testosterone.

## Caratteristiche

Trigliceridi

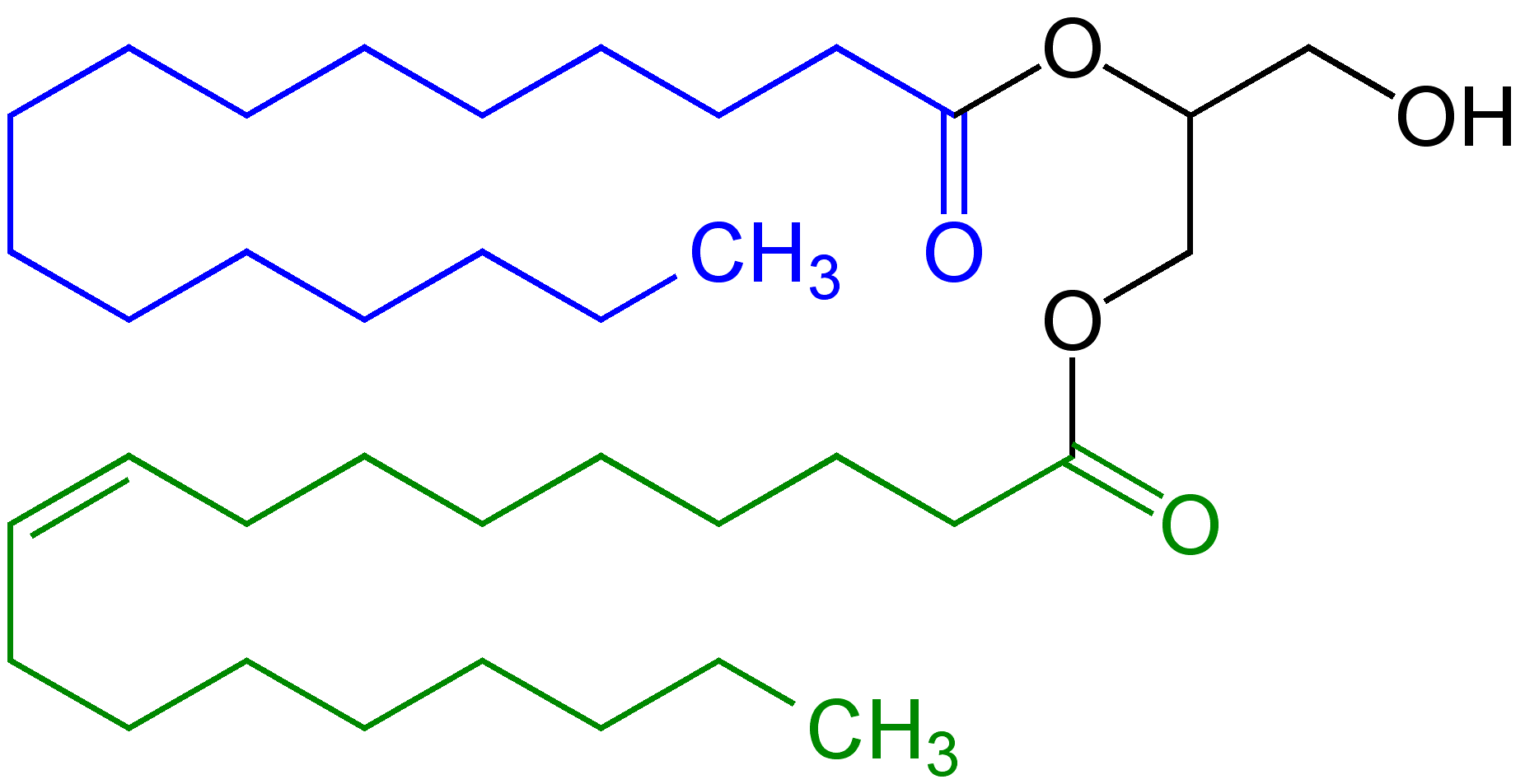
Digliceridi

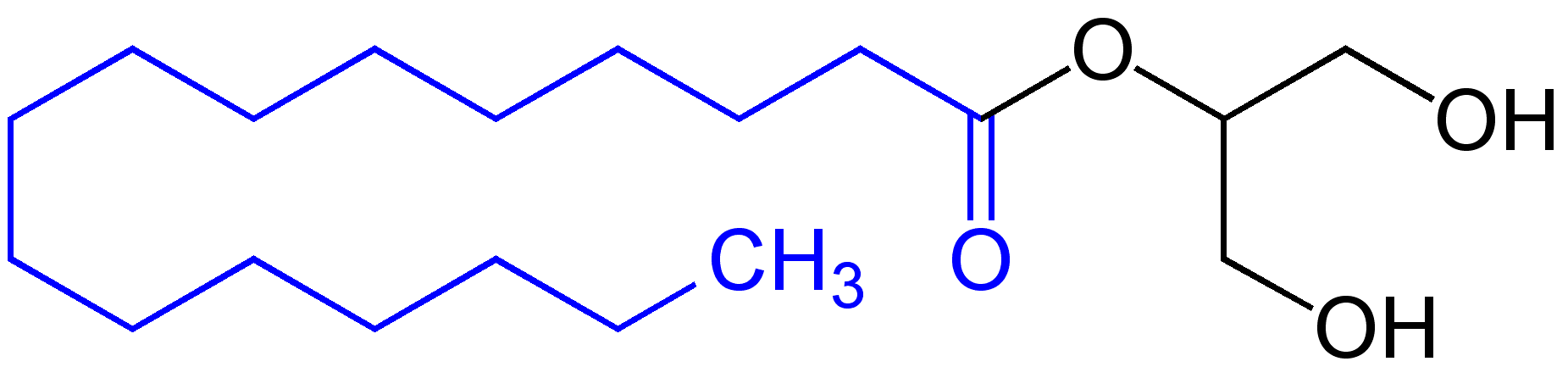
Monogliceridi

La lipolisi, cioè il catabolismo dei trigliceridi depositati ad acidi grassi, inizia quando la triacilglicerolo lipasi ed altri enzimi rompono le molecola del trigliceride per formare un digliceride. La lipasi ormono sensibile (HSL) è poi traslocata alla cellula e attivata per dividere le molecole di trigliceridi nelle singole unità che li compongono, cioè 3 molecole di acidi grassi e una di glicerolo. La lipasi ormono sensibile è regolata principalmente dalle catecolamine (adrenalina, noradrenalina) e insulina, che impongono all'adipocita di stimolare (catecolamine) o inibire (insulina) la lipasi ormono sensibile. L'attivazione della HSL è altamente dipendente dal sistema nervoso simpatico (SNS) dall'adrenalina circolante. Quando il SNS è stimolato, per esempio durante l'attività fisica, la noreadrenalina è secreta dalle sue terminazioni nervose, e l'adrenalina è rilasciata dalla midollare del surrene, che infine stimola la lipolisi delle cellule adipose del corpo. In presenza di adrenalina, la secrezione di insulina (il più importante ormone antagonista della HSL) dalle isole pancreateiche è soppressa, permettendo che la lipolisi continui. Se i livelli di adrenalina sono assenti, l'elevazione dell'insulina nel sangue stimolata dall'ingestione di carboidrati rimane elevata, inibendo l'attività della HSL e quindi la lipolisi. Per questa ragione, l'insulina è considerata essere un importante ormone limitante quando si intende aumentare la lipolisi.

## Mobilitazione degli acidi grassi durante l'attività fisica
Gli acidi grassi sono ossidati dai mitocondri all'interno delle fibre muscolari scheletriche durante l'attività fisica principalmente da due fonti: il tessuto adiposo e i trigliceridi intramuscolari (IMTG). Il muscolo può ossidare acidi grassi sia attingendo dalle proprie scorte interne (IMTG), sia dagli acidi grassi trasportati nel torrente ematico provenienti dal tessuto adiposo, per sostenere l'attività e contribuire alla produzione di ATP mediante la fosforilazione ossidativa. Questa scelta è determinata principalmente dall'intensità e dalla durata dell'esercizio, oltre che dal cibo ingerito. Durante l'esercizio aerobico a bassa intensità all'inizio dell'attività, i muscoli utilizzano primariamente gli acidi grassi liberi (FFA) disponibili nel sangue fino a quando non riescono a coprire tutta la domanda. Quando l'esercizio viene innalzato ad intensità moderata, i muscoli iniziano ad attingere in parte dalle proprie riserve intramuscolari (IMTG) come ulteriore fonte lipidica per fornire energia entro le 2 ore di attività. Dopo 2 ore, la richiesta lipidica da parte dei muscoli torna a rivolgersi agli FFA circolanti. All'inizio dell'esercizio aerobico ad alta intensità avviene un maggiore impiego di glucidi a scapito del lipidi. I lipidi sono la fonte energetica principale per il funzionamento del corpo e per la sintesi dell'ATP, e quindi il rilascio di FFA dal tessuto adiposo nel torrente ematico per coprire la richiesta energetica delle cellule. Come l'attività si protrae durante l'esercizio, i livelli di lipidi ematici cominciano a ridursi come il muscolo continua a richiedere questa fonte energetica per l'attività. Come questi livelli vengono depletati, il corpo comincia ad affidarsi ai lipidi depositati nel tessuto adiposo per sostenere l'attività. Durante lo sforzo vengono secrete le catecolamine (adrenalina e noradrenalina) assieme alla somatotropina (GH) e il glucagone per stimolare la lipolisi nel tessuto adiposo e nel muscolo scheletrico. Nel tessuto adiposo, questi ormoni attivano gli enzimi lipasi ormono sensibile (HSL), che inizia ad avviare il catabolismo dei trigliceridi in molecole di acidi grassi e glicerolo per essere rilasciati nel sangue e trasportati alle cellule muscolari in attività. Una piccola percentuale di acidi grassi prodotti vengono trattenuti dagli adipociti per essere usati per formare nuovi trigliceridi nel tessuto adiposo in un processo chiamato riesterificazione. Gli acidi grassi rimanenti, viaggiando nel sangue come FFA sono captati dal muscolo scheletrico, mentre il glicerolo viene trasportato al fegato per formare nuove molecole di glucosio (gluconeogenesi) o per prendere parte al metabolismo dei carboidrati per supportare la glicolisi durante l'esercizio. All'interno del muscolo scheletrico, i trigliceridi sono scissi della lipasi ormono sensibile, aumentando la disponibilità di acidi grassi. Gli acidi grassi risultati presenti nella cellula sono attivati da un coenzima e trasportati all'interno dei mitocondri dalla carnitina. Una volta all'interno dei mitocondri, gli acidi grassi sono utilizzati come substrato tramite β-ossidazione per alimentare i processi della fosforilazione ossidativa (Ciclo di Krebs, catena di trasporto degli elettroni) per sostenere l'attività fisica submassimale.